# Kristoffer Larsen
Kristoffer Knudsen Larsen (Bergen, 19 gennaio 1992) è un calciatore norvegese, centrocampista del Vestsiden-Askøy.

## Carriera

### Club
Larsen ha cominciato la carriera professionistica con la maglia del Brann, dopo l'esperienza al Vestsiden-Askøy in 3. divisjon. Il 1º luglio 2011, infatti, è stato comunicato il suo approdo in pianta stabile in prima squadra. Il 7 agosto dello stesso anno, ha debuttato nell'Eliteserien, sostituendo Diego Guastavino nel pareggio a reti inviolate contro lo Strømsgodset.
L'8 ottobre 2012 ha realizzato la prima rete nella massima divisione norvegese, nella vittoria per 3-2 sull'Hønefoss. Il 22 aprile 2013, ha rinnovato il contratto che lo legava al club per altre quattro stagioni, fino al 31 dicembre 2016.
Il 15 luglio 2014 è passato ufficialmente in prestito all'Hønefoss, fino al termine della stagione in corso. Ha scelto la maglia numero 14. Il 27 luglio ha esordito con questa maglia, schierato titolare nella vittoria per 1-0 sull'Ullensaker/Kisa. Il 10 agosto ha segnato la prima rete, che ha sancito la vittoria per 1-0 sul Kristiansund. Ha chiuso l'esperienza all'Hønefoss con 6 reti in 13 partite di campionato.
Terminato il prestito all'Hønefoss, Larsen ha fatto ritorno al Brann, nel frattempo retrocesso in 1. divisjon: ha cambiato il suo numero di maglia, passando dal 19 al 7. Il 21 ottobre 2015, in virtù della vittoria del Sogndal sul Kristiansund nel recupero della 27ª giornata di campionato, il Brann ha matematicamente conquistato la promozione in Eliteserien con due giornate d'anticipo sulla fine della stagione.
Il 3 giugno 2016, i danesi del Lyngby hanno annunciato sul proprio sito internet d'aver ingaggiato Larsen, che ha firmato un contratto biennale col nuovo club. Il giocatore si sarebbe aggregato al nuovo club alla ripresa degli allenamenti del Lyngby in vista della nuova stagione, il 18 giugno. Ha esordito in Superligaen in data 16 luglio, subentrando a Mikkel Rygaard Jensen nella sconfitta per 3-0 subita sul campo del Copenaghen. Il 5 agosto ha trovato il primo gol nella massima divisione danese, contribuendo alla vittoria per 0-4 arrivata in casa del Silkeborg.
Il 30 gennaio 2018, il Sarpsborg 08 ha reso noto l'ingaggio di Larsen, che si è legato al club con un accordo biennale.
Il 30 giugno 2020 ha firmato un contratto annuale con l'Åsane.
Il 24 marzo 2021, Larsen ha siglato un accordo annuale con l'Odd.
Il 1º aprile 2022 è stato ufficializzato il suo ritorno all'Åsane, sempre con contratto annuale.

### Nazionale
Il 7 maggio 2013, è stato incluso nella lista provvisoria consegnata all'UEFA dal commissario tecnico Tor Ole Skullerud in vista del campionato europeo Under-21 2013. Il 22 maggio, il suo nome è stato però escluso dai 23 calciatori scelti per la manifestazione.

## Statistiche

### Presenze e reti nei club
Statistiche aggiornate al 1º gennaio 2025.
| Stagione               | Club                   | Campionato             | Campionato | Campionato | Coppe nazionali | Coppe nazionali | Coppe nazionali | Coppe continentali | Coppe continentali | Coppe continentali | Supercoppe | Supercoppe | Supercoppe | Totale | Totale |
| Stagione               | Club                   | Comp                   | Pres       | Reti       | Comp            | Pres            | Reti            | Comp               | Pres               | Reti               | Comp       | Pres       | Reti       | Pres   | Reti   |
| ---------------------- | ---------------------- | ---------------------- | ---------- | ---------- | --------------- | --------------- | --------------- | ------------------ | ------------------ | ------------------ | ---------- | ---------- | ---------- | ------ | ------ |
| 2009                   | Vestsiden-Askøy        | 3D                     | ?          | ?          | CN              | ?               | ?               | -                  | -                  | -                  | -          | -          | -          | ?      | ?      |
| 2010                   | Vestsiden-Askøy        | 3D                     | ?          | ?          | CN              | ?               | ?               | -                  | -                  | -                  | -          | -          | -          | ?      | ?      |
| 2011                   | Brann                  | ES                     | 6          | 0          | CN              | 3               | 0               | -                  | -                  | -                  | -          | -          | -          | 9      | 0      |
| 2012                   | Brann                  | ES                     | 21         | 2          | CN              | 5               | 0               | -                  | -                  | -                  | -          | -          | -          | 26     | 2      |
| 2013                   | Brann                  | ES                     | 21         | 2          | CN              | 3               | 3               | -                  | -                  | -                  | -          | -          | -          | 24     | 5      |
| gen.-lug. 2014         | Brann                  | ES                     | 12         | 1          | CN              | 3               | 3               | -                  | -                  | -                  | -          | -          | -          | 15     | 4      |
| lug.-dic. 2014         | Hønefoss               | 1D                     | 13         | 6          | CN              | -               | -               | -                  | -                  | -                  | -          | -          | -          | 13     | 6      |
| 2015                   | Brann                  | 1D                     | 26         | 6          | CN              | 4               | 0               | -                  | -                  | -                  | -          | -          | -          | 30     | 6      |
| gen.-giu. 2016         | Brann                  | ES                     | 5          | 0          | CN              | 1               | 0               | -                  | -                  | -                  | -          | -          | -          | 6      | 0      |
| Totale Brann           | Totale Brann           | Totale Brann           | 91         | 11         |                 | 19              | 6               |                    | -                  | -                  |            | -          | -          | 110    | 17     |
| 2016-2017              | Lyngby                 | SL                     | 27         | 4          | CD              | 1               | 0               | -                  | -                  | -                  | -          | -          | -          | 28     | 4      |
| 2017-gen. 2018         | Lyngby                 | SL                     | 14         | 1          | CD              | 2               | 1               | UEL                | 4                  | 2                  | -          | -          | -          | 20     | 4      |
| Totale Lyngby          | Totale Lyngby          | Totale Lyngby          | 41         | 5          |                 | 3               | 1               |                    | 4                  | 2                  |            | -          | -          | 48     | 8      |
| 2018                   | Sarpsborg 08           | ES                     | 16         | 1          | CN              | 3               | 1               | UEL                | 7                  | 0                  | -          | -          | -          | 26     | 2      |
| 2019                   | Sarpsborg 08           | ES                     | 13         | 1          | CN              | 3               | 0               | -                  | -                  | -                  | -          | -          | -          | 16     | 1      |
| Totale Sarpsborg 08    | Totale Sarpsborg 08    | Totale Sarpsborg 08    | 29         | 2          |                 | 6               | 1               |                    | 7                  | 0                  |            | -          | -          | 42     | 3      |
| 2020                   | Åsane                  | 1D                     | 22+2       | 4+0        | -               | -               | -               | -                  | -                  | -                  | -          | -          | -          | 24     | 4      |
| 2021                   | Odd                    | ES                     | 20         | 1          | CN              | 2               | 0               | -                  | -                  | -                  | -          | -          | -          | 22     | 1      |
| 2022                   | Åsane                  | 1D                     | 18         | 1          | CN              | 0               | 0               | -                  | -                  | -                  | -          | -          | -          | 18     | 1      |
| 2023                   | Åsane                  | 1D                     | 24         | 1          | CN              | 2               | 1               | -                  | -                  | -                  | -          | -          | -          | 26     | 2      |
| 2024                   | Åsane                  | 1D                     | 17         | 2          | CN              | 2               | 0               | -                  | -                  | -                  | -          | -          | -          | 19     | 2      |
| Totale Åsane           | Totale Åsane           | Totale Åsane           | 81+2       | 8+0        |                 | 4               | 1               |                    | -                  | -                  |            | -          | -          | 87     | 9      |
| 2025                   | Vestsiden-Askøy        | 5D                     | 0          | 0          | CN              | 0               | 0               | -                  | -                  | -                  | -          | -          | -          | 0      | 0      |
| Totale Vestsiden-Askøy | Totale Vestsiden-Askøy | Totale Vestsiden-Askøy | ?          | ?          |                 | ?               | ?               |                    | -                  | -                  |            | -          | -          | ?      | ?      |
| Totale                 | Totale                 | Totale                 | 275+2+     | 33+0+      |                 | 34+             | 9+              |                    | 11                 | 2                  |            | -          | -          | 322+   | 44+    |